# 奇蒂帕縣
9°45′S 33°15′E / 9.750°S 33.250°E
奇蒂帕縣（Chitipa District）是马拉维北部的一個縣，屬於北部區的一部分，該縣北臨坦桑尼亞，東接卡龍加縣，南鄰龙皮县，西鄰贊比亞，面積4,288平方公里，人口126,799。